# Sander Svendsen
Sander Svendsen (født 6. august 1997) er en norsk fodboldspiller, der spiller i den norske klub Odd, udlejet fra Odense BK (OB). Han er født og opvokset i den norske by Molde, og han begyndte både sin ungdoms- og seniorkarriere i klubben Molde FK, hvor hans mor og far begge har spillet på seniorniveau. Sander Svendsen er angriber, og er blevet regnet for en af Europas mest talentfulde fodboldspillere.

## Klubkarriere

### Molde FK
Allerede som 14-årig begyndte Sander Svendsen at træne med seniorholdet i den norske topklub Molde FK.
Mens Ole Gunnar Solskjær stadig var træner, fik Sander Svendsen debut for Molde FK i Norges bedste række, Eliteserien, som 15-årig i maj 2013, hvor han blev skiftet ind i slutfasen i 4-1-sejren mod Aalesund. Ole Gunnar Solskjær betegnede Sander Svendsen som et større talent, end han selv havde været været, om end han ifølge den norske legende skulle arbejde på at blive en bedre afslutter.
| Citat               | Jeg forstår egentlig ikke dem, som sammenligner mig og Sander. Han har meget bedre færdigheder end mig. Han har bedre teknik, bedre basisfærdigheder, er stærkere og mere robust, | Citat |
| Ole Gunnar Solskjær | |       |

Sander Svendsen scorede sit første mål i april 2014 mod Sarpsborg. Han spillede 12 kampe for Molde FK i Eliteserien i sæsonen 2014, hvor Molde vandt det norske mesterskab. Dermed blev Sander Svendsen den yngste spiller, der nogensinde har vundet det norske mesterskab. Han forlængede sin kontrakt med Molde til udgangen af 2017.

### Hammarby
Den 11. august 2017 skiftede Sander Svendsen til svenske Hammarby, der havde danske Jacob Michelsen som træner. Hammarby måtte blot slippe omkring 2,5 millioner kroner for spilleren, da han kun havde et halvt år tilbage af sin kontrakt med Molde. Sander Svendsen underskrev en fire-årig kontrakt med Hammarby og kort efter sin ankomst til Stockholm-klubben, debuterede han i en kamp mod Östersund.
Den 16. august scorede han sit første mål for Hammarby i en kamp i Svenska Cupen mod Akropolis IF. Den 21. august scorede han sit først mål i Allsvenskan, da Hammarby vandt 3-0 over Örebro SK. I januar 2018 blev cheftræner Jacob Michelsen fyret i Hammarby, og Sander Svendsen gled samme år ud af klubbens startopstilling.

### Odds BK
I 2019 blev Sander Svendsen udlejet fra Hammarby til norske Odds BK. Her fik han 13 kampe og stod blandt andet bag to assists. Odds BK var ivrige efter at beholde Sander Svendsen ved lejekontraktens udløb, men det lod sig ikke gøre, da OB kom ind i billedet.

### OB
OB købte den 8. juli 2019 Sander Svendsen fra den svenske klub Hammarby IF, men han tiltrådte først i OB den 16. juli 2019, idet han skulle færdiggøre lejekontrakten med Odds BK. Han fik en 4-årig kontrakt med OB med udløb den 30. juni 2021. I OB var Jacob Michelsen i maj 2018 blevet præsenteret som træner, og det var dermed tid til et gensyn med træneren, som Sander Svendsen tidligere havde haft i Hammerby.
Sander Svendsen debuterede for OB i en Superliga-kamp mod Lyngby BK den 22. juli 2019, hvor OB vandt 4-1. Sander Svendsen blev i det 61. minut skiftet ind ved stillingen 1-1, og herefter scorede han de to mål til 2-1 og 3-1 på sin nye hjemmebane, Nature Energy Park.
Den 4. august scorede han til 1-0 i OBs udekamp på Blue Water Arena mod Esbjerg fB.

## Hæder
I 2014 blev Sander Svendsen af den engelske avis The Guardian regnet blandt de 40 mest talentfulde fodboldspillere i Europa.
Ekstra Bladet beskrev ham som en af de 20 mest talentfulde under 20 år i Skandinavien.
I november 2015 kårede det Norges Fotballforbund (NFF) Svendsen til "Årets Talent".